# Georgi Zajczew
Georgi Dimitrow Zajczew (bg. Георги Димитров Зайчев; ur. 25 marca 1933) – bułgarski zapaśnik walczący w stylu wolnym. Olimpijczyk z Melbourne 1956, gdzie odpadł w eliminacjach w kategorii do 67 kg.